# أسل صغير الأوراق
أسل صغير الأوراق (الاسم العلمي: Juncus brachyphyllus) نوع نباتي يتبع جنس الأسل وينتمي إلى الفصيلة الأسلية.